# 多布羅卡米緬卡
47°14′21″N 32°13′7″E / 47.23917°N 32.21861°E
多布羅卡米緬卡（烏克蘭語：Доброкам'янка），是烏克蘭的村落，位於該國南部尼古拉耶夫州，由巴什坦卡區負責管轄，面積0.19平方公里，海拔高度12米，2001年人口158，人口密度每平方公里831.6人。